# 錫莫

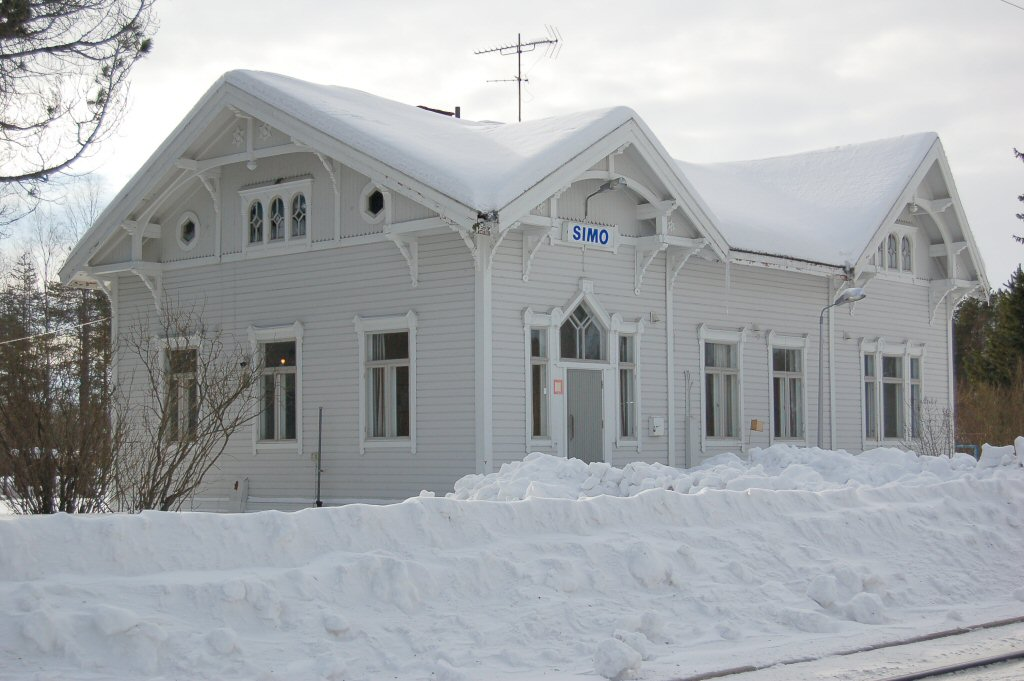
錫莫火车站

錫莫（芬蘭語：Simo）是芬蘭的市鎮，位於該國西北部波的尼亞灣沿岸，在拉普蘭區内，始建於1608年，面積2,086平方公里，2013年人口3,444，人口密度為每平方公里2.38人。

## 外部連結
- 錫莫市鎮官方网站 （页面存档备份，存于） （英文） （文）